# 皮德利斯內 (哈爾科夫州)
49°52′44″N 35°14′21″E / 49.87889°N 35.23917°E
皮德利斯內（烏克蘭語：Підлісне）是位於烏克蘭東部的村莊，由哈爾科夫州博霍杜希夫區的科洛馬克市鎮負責管轄。該村始建於1675年，面積0.37平方公里，海拔高度172米，2001年人口51，人口密度每平方公里137.8人。